# آن إليزابيث مور
آن إليزابيث مور (بالإنجليزية: Anne Elizabeth Moore)‏ هي مقالاتية وفنانة أمريكية، ولدت في 1971.

## وصلات خارجية
- الموقع الرسمي